# خورخي بالزا
خورخي بالزا (مواليد 3 ديسمبر 1906) هو مبارز بالسيف أرجنتيني، مثّل بلاده في الألعاب الأولمبية الصيفية 1948.

## روابط رياضية
خورخي بالزا على موقع أوليمبيديا (الإنجليزية)